# Щебереха
Щебереха (устар. Щебериха) — река в России, протекает в Осташковском районе Тверской области и Марёвском районе Новгородской области. Длина реки составляет 56 км. Площадь водосборного бассейна — 575 км². Уклон реки — 2,65 м/км.
Река вытекает из озера Щебереха на высоте 205,7 м. Озеро расположено у самого водораздела с бассейном Волги, всего 2,6 км до озера Селигер, а исток Песчинки — левого притока Щеберихи — всего в километре от Селигера. Река течёт сначала на запад, затем, у села Молвотицы поворачивает на север. Устье реки находится в Марёвском районе Новгородской области в 159 км по правому берегу реки Пола. Высота устья — 57 м над уровнем моря. У села Молвотицы ширина реки 10 метров, глубина — 0,6 м.
На берегах реки обнаружено множество славянских селищ X—XVII веков и городище Молвотицы-IX.
Система водного объекта: Пола → Ильмень → Волхов → Ладожское озеро → Нева → Балтийское море.

## Притоки
- Слева впадают Песчинка, затем Жирома[3].
- В 38 км от устья, по правому берегу реки впадает река Цыновля[6].
- Слева впадает Чаенка[3].
- Справа впадает Межник, слившийся с притоком Усешня[6].
- Справа впадает Крутец[7].
- В 27 км от устья, по левому берегу реки впадает река Деренка[7].
- В 23 км от устья у деревни Горки, по правому берегу реки впадает река Котовка.
- В 21 км от устья, по левому берегу реки впадает река Сельня.
- У деревни Чёрные Луки слева впадает Руденка
- У посёлка Первомайский, напротив Молвотиц в 13 км от устья, по левому берегу реки впадает река Стабенка.
- Рядом с устьем справа впадает Большая

## Населённые пункты
У истока река протекает по территории Свапущенского сельского поселения Осташковского района. Здесь на берегу реки стоит деревня Игнашовка. Дальше река течёт вдоль границы между Тверской и Новгородской областями, недалеко от реки стоит деревня Дорофеево Молвотицкого сельского поселения (бывшего Горного сельского поселения) Новгородской области. У деревни Кирилково река поворачивает на северо-запад, вглубь Новгородской области. На берегу реки стоят деревни Боково, Горки того же бывшего Горного сельского поселения. Ближе к устью река течёт по территории Молвотицкого сельского поселения, здесь стоят деревни Заселье, Чёрные Луки, Сопки, посёлок Первомайский, село Молвотицы, деревни Наумово, Спасово, Василёвщина.

## Данные водного реестра
По данным государственного водного реестра России относится к Балтийскому бассейновому округу, водохозяйственный участок реки — Ловать и Пола, речной подбассейн реки — Волхов. Относится к речному бассейну реки Нева (включая бассейны рек Онежского и Ладожского озера).
Код объекта в государственном водном реестре — 01040200312102000021946.